# Daniłau Most (przystanek kolejowy)
Daniłau Most (biał. Данілаў Мост; ros. Данилов Мост) – przystanek kolejowy w pobliżu miejscowości Daniłau Most, w rejonie bobrujskim, w obwodzie mohylewskim, na Białorusi. Położony jest na linii Homel - Żłobin - Mińsk.